# Apocryptus issikii
Apocryptus issikii är en stekelart som beskrevs av Tohru Uchida 1932. Apocryptus issikii ingår i släktet Apocryptus och familjen brokparasitsteklar. Inga underarter finns listade i Catalogue of Life.